# Tillandsia pohliana
Tillandsia pohliana är en gräsväxtart som beskrevs av Carl Christian Mez. Tillandsia pohliana ingår i släktet Tillandsia och familjen Bromeliaceae. Inga underarter finns listade i Catalogue of Life.

## Bildgalleri

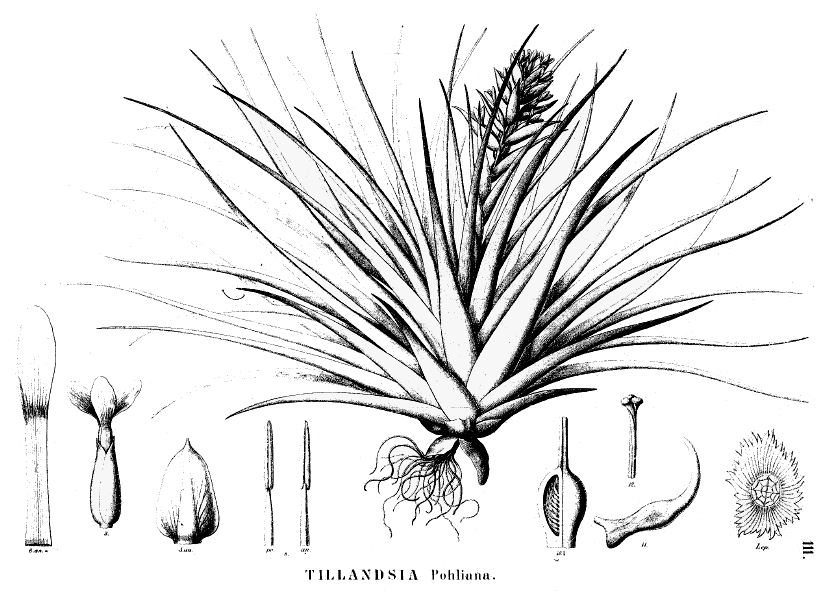